# جوکو اموتو
جوکو اموتو (ژاپنی: 江本 城幸؛ زادهٔ ۹ آوریل ۱۹۶۶) یک بازیکن فوتبال اهل ژاپن است.
از باشگاه‌هایی که در آن بازی کرده‌است می‌توان به باشگاه فوتبال کاشیما آنتلرز اشاره کرد.